# Francis Wheen
Francis Wheen (ur. 22 stycznia 1957) – brytyjski pisarz i publicysta.
Autor biografii Karola Marksa i komentarza do Kapitału. Opublikował również książkę Jak brednie podbiły świat. Wszystkie te książki ukazały się w języku polskim.
Od kilkudziesięciu lat publikuje swoje felietony na łamach brytyjskiej prasy. Był felietonistą Guardiana i Evening Standard. Zbiór jego artykułów został w 2003 roku nagrodzony Nagrodą Orwella.